# Lagen om rökfria miljöer i Nya Zeeland
Lagen om rökfria miljöer i Nya Zeeland (engelska: Smokefree Environments Amendment Bill) är en lag antagen av Nya Zeelands parlament den 3 december 2003. Lagen föreskriver åtgärder för att rökning ska vara förbjudet på alla arbetsplatser i Nya Zeeland, inklusive kontor, restauranger, flygplatser, skolor, affärer etc. Lagförslaget introducerades av Labour-ledaren Steve Chadwick, som menade att det bakomliggande syftet var att förbättra folkhälsan i landet.